# Mercy Graves
Mercedes "Mercy" Graves III è un personaggio immaginario creato da Bruce Timm e Paul Dini per la serie televisiva animata Superman (Superman: The Animated Series). È la personale assistente e bodyguard di Lex Luthor, la nemesi di Superman. Come Harley Quinn, Chloe Sullivan e Livewire, anche Mercy Graves è un personaggio nato nella televisione e passato nel DC Universe.

## Biografia
Stando al DC Animated Universe, Mercy è l'assistente numero uno e guardia del corpo di Lex Luthor, da lei accolta quando si trovava in una situazione non meglio specificata di disagio economico e morale. Quando Lex la assunse, il folle megalomane divenne per lei un raggio di speranza, giurandogli fedeltà assoluta.
Anche Lex ripone in lei fiducia, dandogli compiti importanti o di vitale importanza come rintracciare o liquidare qualcuno, ma non si è mai spinto all'usarla come cavia per i suoi esperimenti. Mercy si è sempre dimostrata una fedelissima assistente, a partire da quando scoprì che Superman veniva allertato da Lana Lang dei colpi e degli affari di Lex. Tuttavia, quando Brainiac tentò di far saltare un'ala dell'edificio della LexCorp, Mercy si ritrovò incastrata sotto dei detriti e Lex non si prese la briga di aiutarla, tuttavia Mercy continuò a lavorare per lui, ma iniziandolo a vedere sotto una luce diversa.
Quando Lex venne finalmente arrestato dalla Justice League, e scoprì di essere prossimo alla morte grazie all'intossicazione da kryptonite, Mercy prese in mano l'azienda e, anche quando Lex venne da lei a chiederle una mano, lei inizialmente rifiutò, ma poi decise di assisterlo (confermando che tra i due c'era stato anche del tenero), ma poi decise che non lo avrebbe mai più aiutato.
Quando poi Lex ripulì la sua fedina penale, aiutando la JL a fermare i Justice Lords, riprese controllo della LexCorp e Mercy tornò a fargli da assistente. Si presume che riprenderà l'azienda quando Lex-Braniac verrà fermato e arrestato.

## Storia editoriale
Mercy Graves appare per la prima volta nel DC Universe in Detective Comics #735 (agosto 1999), durante la saga Batman: Terra di nessuno. In questa versione Mercy ha i capelli biondi e non indossa l'uniforme da autista. In seguito si è unita con un'altra guardia del corpo femminile assunta da Luthor, Hope. Si suggerisce che le due possano essere Amazzoni, in quanto si sono scontrate con Superman. A questa possibilità viene fatto riferimento nel fumetto Secret Files: President Luthor quando la strega Circe appare nella Casa Bianca che richiede di incontrarsi con Lex. Hope e la Mercy informano Circe che possono sempre riconoscerla, non importa quale travestimento o forma prenda, suggerendo di avere con lei un qualche tipo di rapporto.

## Altri media

### Animazione
- Appare nella serie The Batman per la prima volta nell'episodio in due parti La storia di Batman e Superman. Anche in questa versione Mercy Graves (doppiata da Gwendoline Yeo) è il braccio destro di Lex Luthor, ma si differenzia dalla altre per le origini asiatiche. Inoltre è brava nel combattimento corpo a corpo e possiede due pistole.
- Compare anche in Young Justice dove ricopre sempre il ruolo di guardia del corpo e assistente di Lex. Rispetto alla versione originale del personaggio, qui ha un braccio robotico che usa per difendere il suo capo.

### Film d'animazione
- Appare nel film Superman: Brainiac Attacks del 2006, doppiata da Tara Strong, nel quale ha il medesimo aspetto del DC Animated Universe.
- Mercy è presente in Superman: Doomsday - Il giorno del giudizio (2007) con la voce di Cree Summer.

### Televisione
- Il personaggio di Tess Mercer della serie Smallville è in parte un omaggio a Mercy Graves[2]. Così come Mercy, è ciecamente devota a Luthor e compie ogni suo comando, sostenendo di avergli anche salvato la sua vita qualche anno fa. Nell'episodio Toxic, Oliver Queen le dà il soprannome "Mercy". Nella stagione finale, tuttavia, si è rivelata la sorellastra di Lex Luthor, Lutessa Luthor.
- Mercy Grave appare nella serie Titans, interpretata da Natalie Gumede: nella seconda stagione prende parte alla creazione e successivamente all’inseguimento di superboy, mentre nella quarta stagione la vediamo suggerire a Conner strategie su come sconfiggere brother blood.

### Film
- Tao Okamoto interpreta Mercy Graves nel film di Batman v Superman: Dawn of Justice nel 2016, rendendola così la prima apparizione ufficiale di Mercy in un film dal vivo[3]. In questa versione è l'assistente personale di Lex Luthor, e ha chiare origini asiatiche come nel cartone The Batman. Rimane uccisa in un'esplosione al Campidoglio ordita da Luthor durante un'audizione del Congresso, in modo da poter screditare Superman e ricevere l'approvazione per poter usare la tecnologia kryptoniana contro di lui.

### Videogiochi
- Mercy Graves appare in Superman: Shadow of Apokolips doppiata da Lauren Tom.